# Anita Weiß
Anita Weiß (Burow, 16 juli 1955) is een atleet uit Duitsland.
Op de Olympische Zomerspelen van Montreal in 1976 liep Weiß de 800 meter, en werd ze vierde in de finale.
Weiß werd Oost-Duits nationaal kampioen op de 800 meter in 1978-79, en op de 400 meter horden in 1978. Ook werd zij nationaal kampioene op de 4×400 meter estafette in 1974, en behaalde ze in 1975 en 1979 nationale indoor-titels.

## Privé
Anita Weiß werd geboren als Anita Barkusky, huwde eerst met Kehl en later met Marg.
- World Athletics: 14354019